# Правдовский сельский совет
Правдовский сельский совет (укр. Правдівська сільська рада, крымскотат. Der Emes köy şurası) — административно-территориальная единица в Первомайском районе в составе АР Крым Украины, согласно законодательству Украины — административно-территориальная единица в составе Первомайского района Автономной Республики Крым.
Население по переписи 2001 года — 2259 человек, площадь сельсовета 63 км².
К 2014 году состоял из 3 сёл:
- Правда
- Арбузово
- Матвеевка.

## История
Судя по доступным историческим документам, в 1950-х годах был создан Правдовский сельский совет: на 15 июня 1960 года он уже существовал и уже имел современный состав.
Указом Президиума Верховного Совета УССР «Об укрупнении сельских районов Крымской области», от 30 декабря 1962 года был упразднён Первомайский район и село присоединили к Красноперекопскому, 8 декабря 1966 года был восстановлен Первомайский район и совет вновь в его составе.
С 12 февраля 1991 года сельсовет в восстановленной Крымской АССР, 26 февраля 1992 года переименованной в Автономную Республику Крым. С 21 марта 2014 года в составе Крыма аннексирован Россией. Законом «Об установлении границ муниципальных образований и статусе муниципальных образований в Республике Крым» от 4 июня 2014 года территория административной единицы была объявлена муниципальным образованием со статусом сельского поселения.